# Cofidis Women
El Cofidis Women Team (código UCI: COF) es un equipo ciclista femenino de Francia de categoría UCI Women's Continental Team, segunda categoría femenina del ciclismo en ruta a nivel mundial.

## Material ciclista
El equipo utiliza bicicletas De Rosa y componentes Shimano.

## Clasificaciones UCI
Las clasificaciones del equipo y de su ciclista más destacado son las siguientes:
| Temporada | Clasificación por equipos | Mejor corredor | Posición |
| 2021      |                           | Bandera de ?   |          |

## Palmarés
Para años anteriores véase: Palmarés del Cofidis Women Team.

### Palmarés 2025

#### UCI WorldTour Femenino
| Fechas | Carreras | Ganadora |

#### UCI ProSeries
| Fechas | Carreras | Ganadora |

#### Calendario UCI Femenino
| Fechas       | Carreras                          | Ganadora          |
| 2 de julio   | 1.ª etapa de la Vuelta a Portugal | Amalie Dideriksen |
| 19 de agosto | Egmont Cycling Race               | Martina Alzini    |

#### Campeonatos nacionales
| Fechas      | Carreras                                   | Ganadora      |
| 27 de junio | Campeonato de Eslovenia Contrarreloj (CRI) | Eugenia Bujak |
| 29 de junio | Campeonato de Eslovenia en Ruta            | Eugenia Bujak |

## Plantillas
Para años anteriores, véase Plantillas del Cofidis Women Team

### Plantilla 2025
| Integrantes del equipo 2025    | Integrantes del equipo 2025 | Integrantes del equipo 2025            | Integrantes del equipo 2025 |
| Corredor                       | Fecha de nacimiento         | Equipo previo                          |                             |
| ------------------------------ | --------------------------- | -------------------------------------- | --------------------------- |
| Martina Alzini                 | 10 de febrero de 1997       | Valcar-Travel & Service (2021)         |                             |
| Julie Bego                     | 9 de enero de 2005          | Chambéry Cyclisme Compétition (2023)   |                             |
| Victoire Berteau               | 16 de agosto de 2000        | Doltcini-Van Eyck-Proximus (2021)      |                             |
| Marion Borras                  | 24 de noviembre de 1997     | St Michel-Mavic-Auber 93 (2024)        |                             |
| Flavie Boulais                 | 6 de junio de 2003          | Elles-Groupama-Pays de la Loire (2022) |                             |
| Eugenia Bujak                  | 25 de junio de 1989         | UAE Team ADQ (2024)                    |                             |
| Ema Comte (1 de ago–31 de dic) | 24 de marzo de 2005         | Team Féminin Chambéry (2024)           |                             |
| Amalie Dideriksen              | 24 de mayo de 1996          | Uno-X Mobility (2024)                  |                             |
| Valentine Fortin               | 24 de abril de 1999         | St Michel-Auber 93 (2021)              |                             |
| Victorie Guilman               | 25 de marzo de 1996         | St Michel-Mavic-Auber 93 (2024)        |                             |
| Špela Kern                     | 24 de febrero de 1990       | Massi Tactic (2022)                    |                             |
| Clara Koppenburg               | 3 de agosto de 1995         | EF-Oatly-Cannondale (2024)             |                             |
| Hannah Ludwig                  | 15 de febrero de 2000       | Uno-X Pro Cycling Team (2023)          |                             |
| Lise Ménage                    | 26 de agosto de 2004        |                                        |                             |
| Nikola Nosková                 | 1 de julio de 1997          | Massi Tactic (2023)                    |                             |
| Nadia Quagliotto               | 22 de marzo de 1997         | Laboral Kutxa-Fundación Euskadi (2024) |                             |
| Kirstie van Haaften            | 21 de enero de 1999         | Parkhotel Valkenburg (2023)            |                             |
|                                |                             |                                        |                             |
| Fuente: ProCyclingStats        |                             |                                        |                             |